# Ejendals
Ejendals Aktiebolag är ett svenskt familjeföretag, grundat 1949, med sin bas i Leksand. Företaget utvecklar, tillverkar och marknadsför skyddsskor och skyddshandskar. Företaget är ett av de ledande i Europa inom sitt område.